# Gungbräda

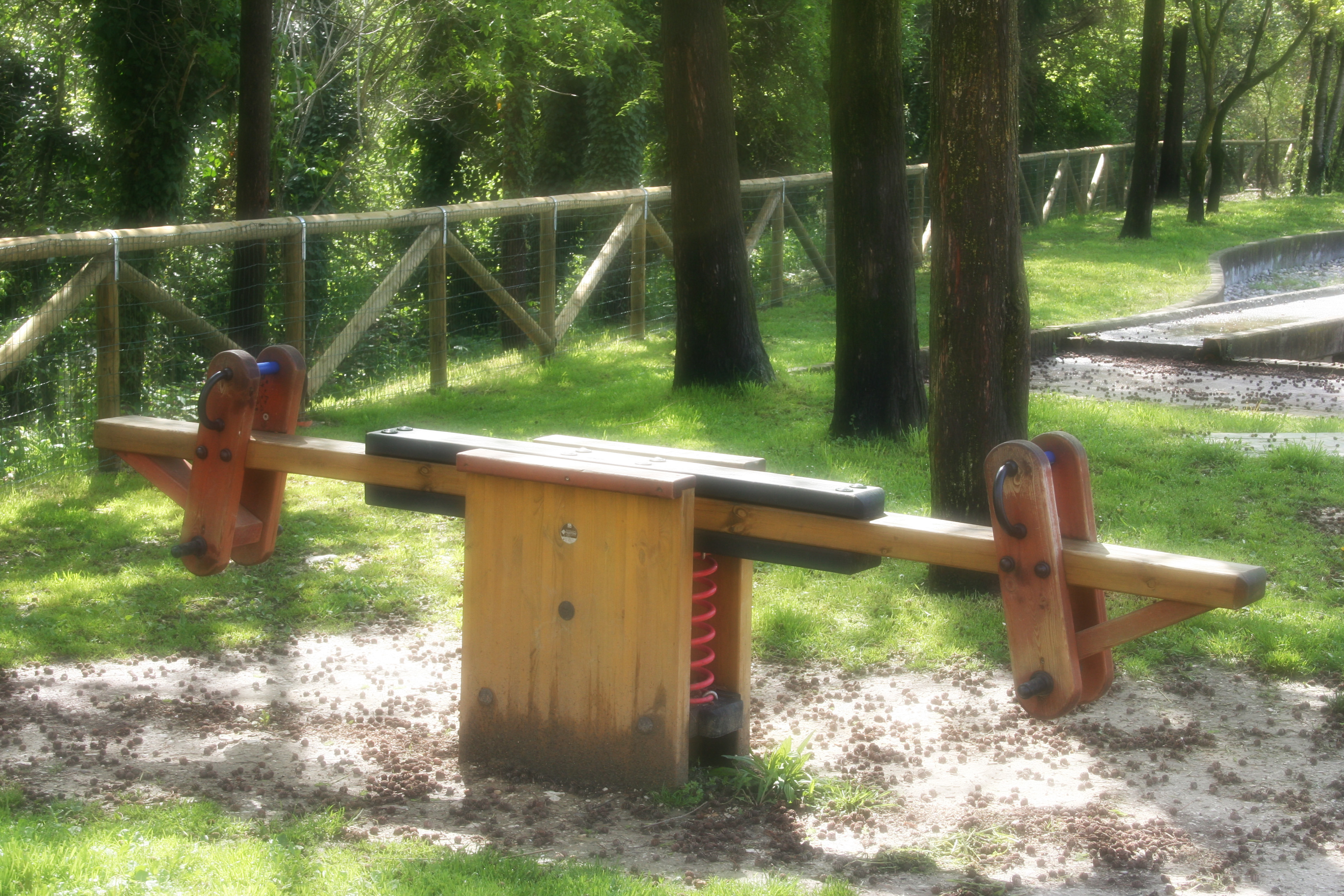
En gungbräda.

En gungbräda eller gungbräde är en typ av gunga uppbyggd som en hävstång. Gungbrädan är en lång bräda som balanserar på en bock placerad i mitten. De förekommer i olika utförande på vissa lekplatser, ibland i trädgårdar, och är vanligen tillverkade av trä eller plast.
Den används genom att personerna sätter sig i varsin ände av gungan och använder fötterna för att växelvis skjuta upp sig själva – när den ena åker upp, åker den andra ner, och vice versa. Det gäller dock att personerna väger ungefär lika mycket – gör de inte det kan jämvikt uppnås genom att utnyttja gungbrädans hävstångsegenskap; att den som väger mer sätter sig längre in på brädan och därav utövar lika stor kraft som den som väger mindre.
Historiskt kan ordet beläggas i svenskan från 1790.